# Daniel Hubmann
Daniel Hubmann (Eschlikon, 16 aprile 1983) è un orientista svizzero.
Egli ha vinto i mondiali sprint del 2011 a Chambéry, quelli a lunga distanza del 2008 a Olomouc e del 2009 a Miskolc e quelli a staffetta del 2009 Miskolc. Ai mondiali nei vari anni ha vinto totalmente 4 ori, 4 argenti e 5 bronzi.
Daniel Hubmann nella coppa del Mondo del 2005 si è classificato terzo, nel 2006 secondo, nel 2007 terzo, dal 2008 al 2011 primo.
Nei Campionati Europei del 2006 a Otepää è giunto secondo nella middle e nel 2008 a Ventspils secondo nella corta distanza, nella lunga distanza e nella staffetta.
Ai Campionati mondiali juniores del 2002 ad Alicante Daniel ha vinto la lunga distanza e la staffetta e nel 2003 a Põlva è giunto terzo sia nella lunga distanza che nella staffetta.